# 穀煎

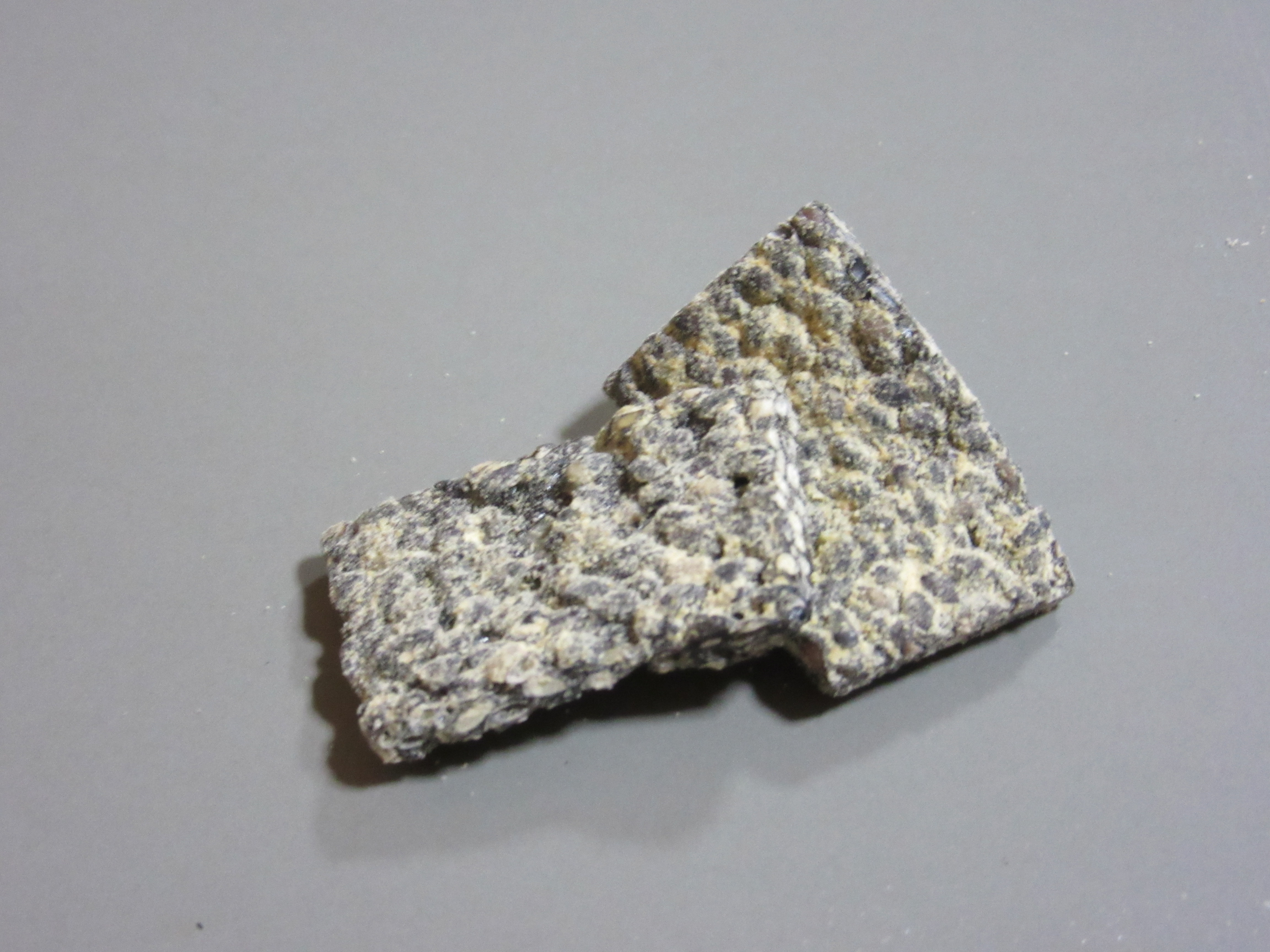
穀煎（こくせん）

穀煎（こくせん）は、黒胡麻・白胡麻・落花生・大豆などの穀類を原料にして作られた飛騨の伝統的な駄菓子で、おこしの一種である。原料を煎って作ることから「穀煎」と言われている。「斐太国撰」（ひだこくせん）、「国撰」とも呼ばれる。お土産品は一口サイズとなっている。飛騨では、スーパーやコンビニでも売られているポピュラーな菓子である。飛騨の駄菓子では、甘々棒やげんこつ飴とともに古来作られてきたものである。
なお、飛騨の一之宮である水無神社で、毎年新年になると、穀煎を売る露天商が連なる。この時の穀煎は、長さ30cmから50cm、幅5cmから10cm、厚さも1cm弱の巨大な板状のもので、ねじれている。これを初詣客に売っている。食べ方は、かなり強い力で叩いて割り、小さくして口に入れる。これは、正月以外では目にかけることはない。
類似する菓子に福井県大野市のけんけらがある。